# قانون قيصر
قانونُ قيصر لحماية المدنيين في سوريا هو اسمٌ للعديد من مشاريع القوانين المقترحة من الحزبين في الكونغرس الأمريكي موجّهة ضد الحكومة السورية.
يستهدفُ مشروع القانون أيضًا الأفراد والشركات الذين يقدمون التمويل أو المساعدة لرئيسِ سوريا؛ كما يستهدفُ عددًا من الصناعات السورية بما في ذلك تلك المُتعلِّقة بالبنية التحتية والصيانة العسكرية وإنتاج الطاقة عدى عن استهدافهِ للكثير من الكيانات الإيرانية والروسية التي تقدّم الدعم لحكومة الأسد خلال الحرب الأهلية السورية.
أقرَّ مجلسُ الشيوخ القانون في منتصف كانون الأول/ديسمبر 2019 وفي حالة ما وقَّعهُ الرئيس الأمريكي دونالد ترامب فسيُصبح «قانونًا جاريًا» بدل «مشروعِ قانونٍ مقترحٍ»؛ ما يعني البدء فعليًا في فرضِ العقوبات على الكيانات التي تتعامل مع الحكومة السورية ووكالاتها العسكرية والاستخبارية.
سُمِّي مشروع القانون باسمِ قيصر نسبةً لشخصٍ مجهولٍ قيل أنّه سرّب معلومات وصور لضحايا «تعذيب» في سوريا بين عامي 2011 و 2014.
ففي يناير/كانون الأول 2014، أصدر فريق من المحققين الدوليين في جرائم الحرب والخبراء الجنائيين تقريرا يقيم «مصداقية منشق من سوريا، كان يخدم في الشرطة العسكرية للحكومة السورية»، الذي «هرب، أثناء عمله، عشرات الآلاف من صور جثث صورها هو وزملاؤه», في المجمل، أبلغ الخبراء أن المنشق السوري، الذين أطلقوا عليه اسما رمزيا هو «قيصر»، هرّب ما يقارب 55 ألف صورة هو وسوريون آخرون.
الخبراء الذين قابلوا قيصر فحصوا مؤهلاته العسكرية، وأجروا تحاليل الطب الشرعي لعيّنة من 5500 صورة (قدروا أنها تمثل 1300 جثة). وجدوا أن 42% من الجثث مصابة بالهزال، وبدت علامات «الإصابة بصدمات» (أو رضّ) على 20% منها. كما لاحظوا أن هناك صورا لأشخاص «بدا عليهم تغير اللون وتقرحات في منطقة القدمين وقصبة الساق بالأساس».
وقد أثارت صور قيصر حين نشرها ضجّة وجدلًا كبيرين؛ بل طالبت هيومن رايتس ووتش بالتحقيق في تقرير قيصر ثمَّ أصدرت تقريرًا إضافيًا بعنوان «إذا كان الموتى يستطيعون الكلام»؛ وفيه عُرضت أدلة فوتوغرافية من تقرير قيصر كما عُرضت تلكَ الأدلة في متحف ذكرى الهولوكوست بالولايات المتحدة وفي الأمم المتحدة.
أصبحَ قانون قيصر لحماية المدنيين في سوريا عام 2019 جُزءًا من قانون إقرار الدفاع الوطني للسنة المالية 2020 وفقًا لتقرير مجلس النواب 116-333. لقد وافقَ مجلسُ النواب ونفس الأمر بالنسبة لمجلس الشيوخ في 17 كانون الأول/ديسمبر 2019 على قانون قيصر.
وبعد بضعة أيام، وقع الرئيس الأمريكي دونالد ترامب مشروع القانون هذا الذي يحتوي على هذه النسخة من حكم قيصر ليصبح قانونًا.
وفي 14 مايو 2025، وبعد سقوط نظام الأسد في سوريا، التقى الرئيس السوري أحمد الشرع مع رئيس الولايات المتحدة دونالد ترامب في الرياض بعد أن أعلن ترامب رفع جميع العقوبات الأمريكية على سوريا، بما في ذلك قانون قيصر.

## الأساس
تفرض العقوبات على كل من يقدم دعما ماليا وتقنيا وماديا للحكومة السورية أو شخصية سياسية عليا في الحكومة، والدعم المالي يشمل توفير القروض وائتمانات التصدير.
وبالنسبة للنفط ومصادر الطاقة، نص القانون على فرض عقوبات على كل من يعمد إلى توفير السلع أو الخدمات أو التكنولوجيا أو المعلومات أو أي دعم من شأنه توسيع الإنتاج المحلي في مجال الغاز الطبيعي والنفط والمشتقات النفطية. وفي مسألة إعادة الإعمار، ينص «قانون سيزر» على ردع الأجانب عن إبرام العقود المتعلقة بإعادة الإعمار.

## الإصدارات السابقة
تضمَّنتِ الإصدارات السابقة من مشروع قانون قيصر اقتراح إنشاء مناطق حظرٍ للطيران فوق سوريا بالإضافةِ إلى اقتراحات أخرى. عمومًا؛ هذه قائمة الإصدارات السابقة من مشروع القانون.

### S52/HR31
نشرَ مجلسُ النواب مسوّدة قانون قيصر لحماية المدنيين في سوريا (HR31) في 22 كانون الثاني/يناير 2019؛ بينما حملت النسخة التي صاغها مجلس الشيوخ لهذا القانون اسم S52. لم تتضمَّنِ النسختينِ التحقيق في «الوسائل العسكرية» لحماية المدنيين؛ بينما عُدل HR 31 – مسودة مجلس النواب – من قِبل لجنة العلاقات الخارجية بمجلس الشيوخ في 3 حزيران/يونيو 2019 لتشملَ إحاطات إعلامية من الكونغرس للرئيسِ عن «الوسائل العسكرية» التي تهدفُ إلى حماية المدنيين؛ والحصول على بيانات بخصوص ما يجري في سوريا من عددٍ من المنظمات والبلدان المتدخلة أو المهتمَّة.

### HR1677
أُعيد تقديم HR5732 لمجلس الكونغرس كما هو الحالُ مع HR1677؛ لكنَّ المشروع توقف فعلًا عند مجلس الشيوخ بعدما كان قد وافقَ عليهِ مجلسُ النواب ثم قُدم من جديدٍ تحتَ اسمِ HR31 لمجلس الشيوخ بغرض إعادة النظر فيه.

### HR5732
ظلت المسودة HR5732 لوقتٍ طويلٍ في الكونغرس على الرغمِ من موافقة الديمقراطيين و‌
الجمهوريين عليها على حدٍ سواءٍ؛ وبحلول 15 تشرين الثاني/نوفمبر 2016 أقرَّ مجلسُ النواب بالإجماع قانون قيصر لحماية المدنيين في سوريا (HR 5732)؛ وهو التشريعُ الذي كان من المتوقع أن يفرضَ «عقوباتٍ جديدةٍ» على الحكومة السورية. في الواقع؛ كانت ستطلبُ هذه النسخة من التشريع الرئيس الأمريكي تقديمَ تقريرٍ إلى الكونغرس حول احتمالات فرض منطقة حظرٍ للطيران في سوريا. كان مشروع القانون قد أذنَ أيضًا لوزيرِ الخارجية بدعم الكيانات التي تقوم بجمع وحفظ الأدلة للمحاكمة النهائية لمن ارتكبوا جرائم حرب وجرائم ضد الإنسانية في سوريا منذُ آذار/مارس 2011 وحتى الوقتِ الحاضر؛ كما كانَ سيُطلب من الرئيس تقديم تقريرٍ إلى الكونغرس بشأنِ أسماء المسؤولين عن الانتهاكات الجسيمة المُرتكَبة في حقّ الشعب السوري والمتورّطين في كل تلك الجرائم.

## قوانين ذات صلة

### لا مساعدة للأسد
قُدٍّم مشروعُ قانونٍ ذي صلة بعنوان «قانون عدم مساعدة الأسد» إلى مجلس النواب مرتين؛ فتمَّ المصادقة على أحدهم – المسودة HR4681 – لكنّه لم يحظى بأي «اهتمامٍ فعليّ» في مجلس الشيوخ. أُعيد تقديمُ مشروع القانون هذا إلى الكونغرس تحت مسودة HR1706؛ ولا يزالُ قيد المراجعة في مجلس النواب. سيمنعُ مشروع القانون هذا – في حالة ما طُبّق – تمويل إعادة إعمار المناطق التي تسيطر عليها الحكومة السورية حتى يتم التحقق من وقف «جرائمها الحربية» في حقّ مدنيي سوريا.

### وقف دعم الأمم المتحدة للأسد
قانونُ «وقف دعم الأمم المتحدة لبشار الأسد» هو مشروع قانونٍ آخر – المسودة HR4868 – ذي صلةٍ يسعى إلى منعِ الأمم المتحدة من توجيه الأموال الأمريكية إلى الأسد «بشكلٍ خاطئ» والتي قد تُمكِّنهُ من تمويل حربه على فصائل المعارضة المسلّحة والمدنيين السوريين في المناطق التي تُسيطر عليها هذه الأخيرة على حدٍ سواء؛ ومع ذلك؛ لم يتم تمرير مشروع القانون هذا أيضًا.